# Luis Cárdenas Saavedra
Luis Cárdenas Saavedra, profesor y fundador de la primera escuela primaria nacional de la población de Caracas, Venezuela.

## Fundación
En mayo de 1591, se dirige al Cabildo y se ofrece para enseñar gratuitamente a los niños de la ciudad que fuesen huérfanos de padre y madre. El Cabildo aprobó la petición y nombró una comisión integrada por el alcalde Alonso Díaz Moreno y el regidor Lorenzo Martínez para que recaudaran 50 ducados de 8 reales para pagar un año de trabajo al maestro Luis Cárdenas Saavedra. La colecta debía ser hecha entre los padres de los niños de la ciudad que tuviesen recursos para formar el sueldo del maestro. La fecha en que el Cabildo recibió la petición y la aprobó fue el 16 de julio de 1591. Los asistentes a la sesión y firmantes del acta fueron el gobernador y capitán general de la provincia de Venezuela, Diego de Osorio, el capitán Sebastián Díaz Moreno y Lorenzo Martínez.
La educación para esa época estaba destinada a los niños de clase pudiente que pagaban a maestros, clérigos o estudiantes universitarios, por lo que el pueblo era en su mayoría analfabeta.